# Magistraat van Brussel

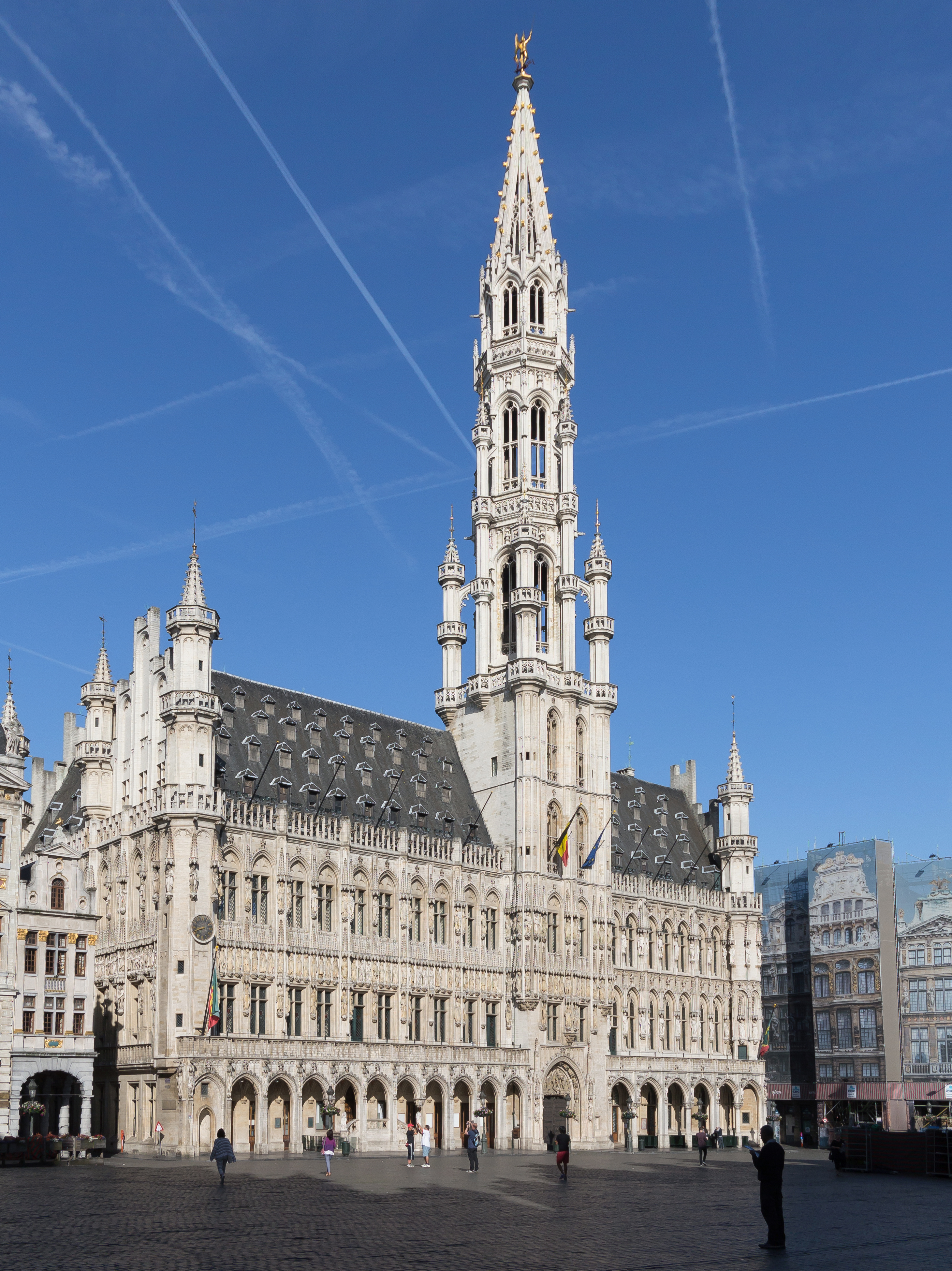
Het stadhuis van Brussel, zetel van de Magistraat.

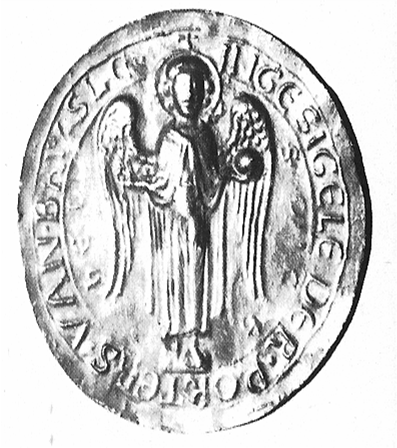
Op het zegel van de Magistraat van Brussel prijkte de stadspatroon Sint-Michiel. Dit exemplaar uit 1257 is het oudst bewaarde. Het draagt een Middelnederlands randschrift: INGESIGELE · DER · PORTERS · VAN · BRUSLE

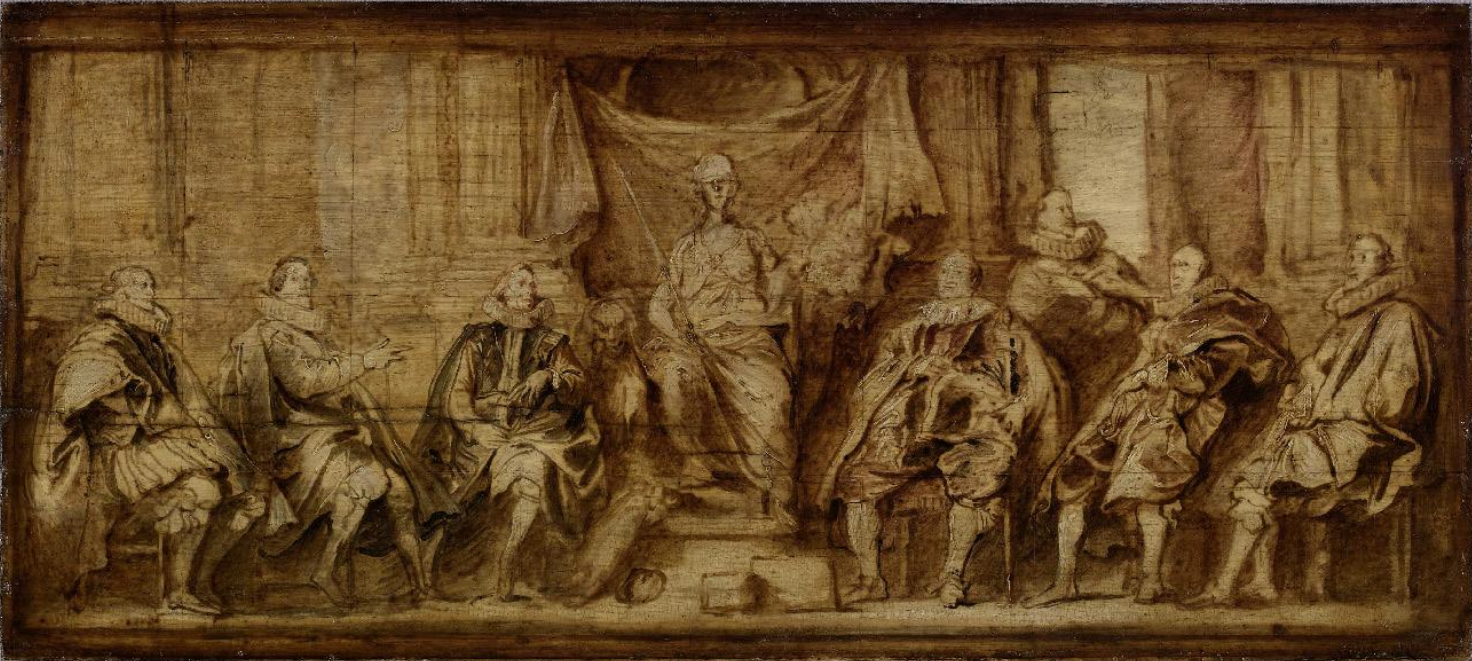
De Brusselse Schepenenkamer met Vrouwe Iustitia. Modello van een schilderij van Antoon van Dyck uit 1634-1635, verloren gegaan in de brand van het stadhuis na de Franse bombardementen

Capitulatie na de Brabantse Omwenteling. De magistraat van Brussel presenteert de sleutels van de stad aan de Oostenrijkse veldmaarschalk Blasius Columban von Bender (2 december 1790).

De magistraat van Brussel is de stedelijke overheid zoals deze bestond zolang Brussel tot het hertogdom Brabant behoorde (1795). Sedert 1421 was hij opgebouwd uit drie leden: de Wet, de Negen Naties en de Wijde Raad.
Vorstelijke officieren zoals de kastelein en de amman lieten zich ook in met het stedelijk beleid, maar worden niet tot de magistraat gerekend.

## Drieledige samenstelling

### De Wet
De Heren van de Wet vormden de magistraat in enge zin. Ze werden aangesteld voor een jaar en zetelden het hele jaar door (op een vakantiemaand na). Regelmatig woonde de amman de zittingen bij.
Aanvankelijk bestond de Wet uit schepenen (scabini), functie die voorbehouden was aan patriciërs. Vanaf 1306 had elk van de zeven Geslachten van Brussel recht op een schepen. Namen van schepenen duiken voor het eerst op in de jaren 1230, wanneer ze nog hertogelijke dienaars zijn (ministeriales). Vanaf de Stadskeure van Brussel (1229) krijgen ze in strafzaken de bijstand van dertien gezworenen, gecoöpteerd uit de rangen van de stedelijke burgerij. Door de Brusselse Opstand werd de rol van de gezworenen uitgebreid en kregen ze een commoignemeester aan het hoofd. Na enkele jaren volgde een restauratie en werd de niet-patricische commune terug uit het stadsbestuur geweerd (1306). Nog in dat jaar werd een afkoelingsperiode van een jaar ingevoerd, waardoor een schepen zichzelf niet langer kon opvolgen. In 1333 werd de afkoelingsperiode verlengd tot zes jaar. Voor financiële kwesties kregen de schepenen in 1334 het gezelschap van twee rentmeesters. Vanaf 1375 werden binnen elk geslacht drie kiescolleges gevormd bij loting. Elk college droeg een schepenkandidaat voor aan de hertog.
In 1421 kwam er een ingrijpende hervorming onder ruwaard Filips van Saint-Pol. Aan patricische zijde kregen de schepenen het gezelschap van een eerste burgemeester. Hij werd aangeduid door de gezworenen van de ambachten uit drie kandidaten die de schepenen hen voorschotelden. De ambachten kregen een eigen vertegenwoordiging bestaande uit een tweede burgemeester, zes raadslieden en twee rentmeesters (bovenop de twee patricische rentmeesters). Deze negen mandatarissen werden benoemd door de schepenen op voordracht van de Negen Naties (uit een groslijst met drie kandidaten per ambachtsnatie). Onder druk van de ambachten schafte een privilege van Maria van Bourgondië in 1477 de raadslieden en rentmeesters af, maar al in 1481 maakte hertog Maximiliaan dit terug ongedaan. In de periode 1509-1528 gold een financiële noodregeling waarbij de raadslieden en rentmeesters werden vervangen door gecommitteerden totter policien (eerst tien, dan vier). Nadien werd het mandaat van de rentmeesters tweejarig: elk jaar werd een patricische thesaurier en een plebejische ontvanger vervangen, waarbij de andere twee voor continuïteit zorgden.

### Wijde Raad
De Weyden Raede is ontstaan uit een college dat advies gaf aan de wethouders en voor het eerst werd vermeld in 1282. Het was toen een patricisch orgaan dat bestond uit ex-wethouders en ex-bestuurders van de Lakengilde. Vanaf 1421 kregen de ambachtsnaties toegang tot het orgaan en ging men spreken over de Wijde of Brede Raad. Nochtans woog het patricische element nog altijd sterk door, want hun ex-mandatarissen maakten deel uit van de Raad voor het leven, terwijl deze van de ambachten maar voor een jaar zetelden (behalve de tweede burgemeester en de rentmeesters). Na de toetreding van de Naties werd de Raad was een eerder volgzaam orgaan met beperkte bevoegdheden. In 1700 werd het ledenaantal ervan sterk gereduceerd.

### Negen Naties
De oprichting van de Negen Naties in 1421 weerspiegelde de toenemende macht van de ambachten. In dit forum zetelden hun dekens of gezworenen en tot 1528 ook hun honderdmannen (leiders van de stadsmilities). Het privilege van 1477 verplichtte de ambachtsvertegenwoordigers om hun achterban te raadplegen alvorens standpunt in te nemen. Hiertoe werden achterraden opgericht. In de ordonnantie van 1528 werd geklaagd dat in dien Achter-Raedt gemeynelijck allerhande volck commen, oudt ende jonck, onverstandelijck ende uutlandtschen als anderen, waarna bepaald werd dat een achterraad van een ambacht niet meer leden mocht tellen dan er gezworenen waren. Het reglement van Filips II van Spanje uit 1586 behield het lidmaatschap van de achterraad voor aan ex-dekens. De voortgaande inperking culmineerde in 1700 in een achterraad bestaande uit 49 ex-dekens.
Naarmate meer ambachten geïnstitutionaliseerd werden, groeide het ledenaantal van de Negen Naties aan tot er 49 zetels waren in 1700, al bleven ook dan nog sommige nijverheden buiten spel. In de loop der tijden raakte ook de verhouding zoek tussen het ledenaantal van een ambacht en de omvang van zijn vertegenwoordiging in de Negen Naties.

## Besluitvorming
Aanvankelijk beslisten de Heren van de Wet alleen en hadden de overige leden een loutere adviesfunctie. Periodiek kwamen de drie stadsleden samen om een mening te geven over proposities van de magistraat (saecken deser stadt) of van de hertog (saecken vanden Lande). Dit kon bijvoorbeeld gaan over de voor het leven benoemde stadspensionaris (aangesteld door de Wet met consent van de stadsleden). Met het stijgen van de belastingdruk kreeg de opinie van de adviesorganen een dwingender karakter. Dit mondde uit in de consentprocedure, voor het eerst toegelicht in 1513. Ze kreeg verder vorm in het edict van 1528, dat voorzag in elf opinies (Wet, Wijde Raad en elke Natie). Een propositie was goedgekeurd als ze een meerderheid van de opinies achter zich had. De Naties moesten in negen aparte kamers vergaderen op het stadhuis, tenzij in tijden dat gezamenlijke bijeenkomsten onder de croone waren toegelaten. De boetmeester van elke Natie maakte haar opinie kenbaar zonder te vermelden welke deken voor of tegen had gestemd.
Tegenover het initiatiefmonopolie van de magistraat en de vorst stelden de naties hun consentweigering. Daarmee konden ze beslissingen desnoods jarenlang blokkeren.

## Archieven
De archieven van de magistraat beslaan de periode 1695-1795. Documenten van voordien zijn verbrand tijdens het Bombardement op Brussel. Wel zijn een twintigtal privilegieboeken uit de 14e en 15e eeuw bewaard. Daarin waren de privileges, reglementen en verordeningen overgeschreven zodat klerken niet steeds de rechtsgeldige, bezegelde oorkonden moesten raadplegen. De Brusselse collectie is de rijkste van de Nederlanden en getuigt van haar eeuwenoude administratieve traditie.